# Дамјан Каулици
Дамјан Стефановић Каулици (Арад, 1760 – 1810) је био српски књижар и штампар. Био је једини књижар у Новом Саду до 1790. године и појаве Емануила Јанковића и значајно допринео културном животу града и култури српског народа.

## Биографија
Родио се у Араду 1760. године. Изучавао је књиговезачки занат у Сремским Карловцима, а након тога радио у Сегедину, Будиму, Пожуну и Бечу. Након доласка у Нови Сад, отворио је књиговезачку радњу која ће касније постати књижара и штампарија. Његови потомци, почев од сина Константина, па преко његових наследника Јована, Василија и Дамјана, су такође били књижари. Умро је 1810. године.

## Рад
Године 1781, Каулици шаље молбу новосадском Магистрату, тражећи да добије дозволу за рад. У то време, дозволу је било тешко добити, јер је, по Правилнику о књижарима из 1722. године, књижар морао знати барем три језика, и требало је да обави праксу, која се састојала из шегтровања код искусних књижара. Магистрат је одбио ову молбу. Тада је у Новом Саду радио један књиговезац, Саксонац Карл Ритмилер, који је 1782. године оптужио Каулиција да није способан да врши књиговезачки занат и тражио од Магистрата да забрани посао књиговесца Православцима и Јеврејима. Каулици упућује и другу молбу коју Магистрат такође одбија, уз претње да ће му одузети алат и материјал. Каулици се 1783. године обраћа Намесничком већу Хабзбуршке монархије, који налаже Магистрату да се Каулици прими за грађанина и да му се дозволи књиговезачки рад. Јула 1784. године Каулици купује радњу књиговесца Јозефа Урлика у Петроварадину. Купио је књиговезачки материјал и 931 књигу, међу којима је највише било буквара, углавном на немачком, српском и словачком језику. Следеће године, Каулици је штампао пореске књижице за Нови Сад, од чега је добијао одређена средства, која користи за проширивање посла. Одлази у Русију, одакле доноси 3161 књигу.
На Темишварском сабору 1790. године Каулици упућује молбу за помоћ и подршку за отварање штампарије. Независно од њега, исту молбу упућује Емануило Јанковић. Каулицијева молба бива одбијена, а Јанковићева прихваћена, након чега је Јанковић отворио прву штампарију у Новом Саду. Каулици исте године тужи Јанковића, тврдећи да је Јанковић штампао књиге на ћирилици, кршећи закон Монархије. Каулици одлази у Беч код Јозефа Курцбека где учествује у штампању књиге Песни различнија на господскија празники коју касније продаје у својој књижари у Новом Саду. Следеће године је прештампао Страсно јеванђеље, а две године касније је објавио Краткоје сочинение о приватних и публичних делах и уџбеник Историја библическаја. 1793. године је отворио књиговезачку радионицу у Дунавској улици. О његовом раду током последњих година 18. века нема много прецизних података.

## Наслеђе
Након Каулицијеве смрти 1810. године, књиговезачку радионицу је преузео његов син Константин (око 1790 – 1851) и значајно је унапредио. Помогао је Константин новосадску српску гимназију 1814. године са 200 ф. прилога. Константин се повукао са посла књижара почетком 40-их година 19. века (1842), када посао преузима његов син Јован који, најпре са братом Дамјаном, а касније сам, наставља посао и 1846. године остаје једини штампар у Новом Саду, након што је Јанковићева штампарија престала са радом.